# The Ultimate Fighter 1 Finale
The Ultimate Fighter: Team Couture vs. Team Liddell Finale fue un evento de artes marciales mixtas celebrado por Ultimate Fighting Championship el 9 de abril de 2005 en el Cox Pavilion, ubicado en Paradise, Nevada.

## Historia
A pesar de que la atracción principal del evento fue la pelea entre Rich Franklin y Ken Shamrock (miembro del Salón de la Fama de UFC), el centro de atención fue recibido por el increíble combate protagonizado por Forrest Griffin y Stephan Bonnar. Aclamada como una de las mejores peleas en la historia de las artes marciales mixtas por muchas publicaciones especializadas, es considerada la responsable de llevar a la organización a otro nivel de expansión. Aunque Forrest Griffin venció por decisión, ambos peleadores recibieron contratos por su desempeño.

## Resultados

### Tarjeta preliminar
- Peso wélter: Alex Karalexis vs. Josh Rafferty

Karalexis derrotó a Rafferty vía TKO (golpes) en el 1:40 de la 1ª ronda.
- Peso medio: Alex Schoenauer vs. Mike Swick

Swick derrotó a Schoenauer vía KO (golpe) en el 0:20 de la 1ª ronda.
- Peso medio: Nate Quarry vs. Lodune Sincaid

Quarry derrotó a Sincaid vía TKO (golpes) en el 3:17 de la 1ª ronda.
- Peso medio: Josh Koscheck vs. Chris Sanford

Koscheck derrotó a Sanford vía KO (golpes) en el 4:21 de la 1ª ronda.
- Peso medio: Chris Leben vs. Jason Thacker

Leben derrotó a Thacker vía TKO (golpes) en el 1:35 de la 1ª ronda.
- Peso semipesado: Sam Hoger vs. Bobby Southworth

Hoger derrotó a Southworth vía decisión (unánime).

### Tarjeta principal
- Peso medio: Diego Sanchez vs. Kenny Florian

Sanchez derrotó a Florian vía TKO (golpes) en el 2:46 de la 1ª ronda para convertirse en el primer ganador de The Ultimate Fighter de peso medio.
- Peso semipesado: Forrest Griffin vs. Stephan Bonnar

Griffin derrotó a Bonnar vía decisión unánime (29–28, 29–28, 29–28) para en el primer ganador de The Ultimate Fighter en la división de peso semipesado.
- Peso semipesado: Rich Franklin vs. Ken Shamrock

Franklin derrotó a Shamrock vía TKO (golpes) en el 2:42 de la 1ª ronda.